# Homo sacer
Homo sacer (expression latine pour « homme sacré ») est une formule issue du droit romain archaïque. On lit chez le grammairien Festus la définition suivante :
« At homo sacer is est, quem populus iudicavit ob maleficium ; neque fas est eum immolari, sed, qui occidit, parricidi non damnatur ; nam lege tribunicia prima cavetur, “si quis eum, qui eo plebei scito sacer sit, occiderit, parricida ne sit”. Ex quo quivis homo malus atque improbus sacer appellari solet. »

Traduction : Est homo sacer celui que le peuple a jugé pour une faute grave ; il n'est pas permis de le sacrifier selon les rites, mais celui qui l'a tué n'est pas condamné comme homicide. Car, selon la première loi tribunicienne, “si quelqu'un tue un homme qui est sacer par décision du peuple, il ne sera pas parricide". D'où vient qu'on a coutume d'appeler sacer tout homme mauvais et malhonnête.
La condamnation comme sacer protège donc le condamné du sacrifice humain mais le prive de tout droit civique. Il s'agit, avec le rite primaire du sacrifice, de l'un des éléments fondateurs de la pensée magico-ritualiste affleurant dans l'histoire de Rome, qui se perpétue notamment dans les sociétés féodales par le bannissement.

## Homo sacerselon Agamben
- Elle ne cite pas suffisamment ses sources. Vous pouvez indiquer les passages à sourcer avec {{référence nécessaire}} ou {{Référence souhaitée}}, et inclure les références utiles en les liant aux notes de bas de page. (Marqué depuis juin 2022)
- Sa rédaction n'est pas équilibrée, et donne à certains aspects ou points de vue une importance disproportionnée. Considérez son contenu avec précaution. Pour lancer la procédure de résolution du problème, utilisez le paramètre neutralité. (Marqué depuis juin 2022)

Le philosophe italien Giorgio Agamben travaille ce concept dans son livre Homo Sacer : le pouvoir souverain et la vie nue. Pour Agamben, l'« homo sacer » est un individu considéré d'un point de vue juridique comme un exilé. Il y a, selon lui, un paradoxe : en effet, c'est par le droit que la société fait de l'individu un « homo sacer », or le procédé de l'exclusion lui donne implicitement une reconnaissance, une identité juridique.
Agamben envisage cette vie dans deux perspectives. L'une, la vie biologique (le grec Zoè) et l'autre dans sa dimension politique (le grec bios). La zoè est reliée par Agamben lui-même à la description de la « vie nue » du réfugié par Hannah Arendt dans Les Origines du totalitarisme (1951). La réalité de l'« homo sacer » est, selon lui, une rupture totale entre les vies politiques et biologiques de l'individu. Par sa « vie nue », l'« homo sacer » se trouve soumis à la souveraineté de l'état d'exception et, bien que sa vie biologique continue, il n'a plus aucune existence politique.
Pour Agamben, le statut de l'« homo sacer » rejoint celui du réfugié politique et du déporté. Pour exemple, les Juifs, avant d'être déportés, étaient déchus de leur citoyenneté.
Ainsi, « ce que l'on appelle les droits inaliénables et sacrés de l'homme semblent n'être plus invocables au moment très précis où il n'est plus possible de les caractériser comme des droits des citoyens d'un État » déclare Agamben, suivant ainsi le raisonnement d'Hannah Arendt concernant la Déclaration des droits de l'homme et du citoyen de 1789 qui lie droits de l'homme et droits civiques. Bien que les droits de l'homme soient conçus comme un socle aux droits civiques, la privation de ceux-ci (par exemple dans le cas de l'« homo sacer ») rend comparable aux « sauvages » qui furent exterminés en masse. Arendt estime donc que le respect des droits de l'homme est fonction de la garantie des droits civiques et non l'inverse, comme le pensent de nombreux intellectuels libéraux des droits naturels.